# Aritranis buccata
Aritranis buccata är en stekelart som först beskrevs av Tschek 1872.  Aritranis buccata ingår i släktet Aritranis, och familjen brokparasitsteklar. Arten är reproducerande i Sverige.